# Siete Aguas
Siete Aguas (em castelhano e oficialmente) ou Setaigües (em valenciano) é um município da Espanha na província de Valência, Comunidade Valenciana. Tem 110,6 km² de área e em 2021 tinha 1 183 habitantes (densidade: 10,7 hab./km²).

## Demografia
| Variação demográfica do município entre 1991 e 2004 | Variação demográfica do município entre 1991 e 2004 | Variação demográfica do município entre 1991 e 2004 | Variação demográfica do município entre 1991 e 2004 |
| --------------------------------------------------- | --------------------------------------------------- | --------------------------------------------------- | --------------------------------------------------- |
| 1991                                                | 1996                                                | 2001                                                | 2004                                                |
| 1076                                                | 1074                                                | 1126                                                | 1232                                                |